# Indiana Horst
Indiana Horst ist eine Hörspielpersiflage auf Indiana Jones. Sie wurde im Auftrag des Süddeutschen Rundfunks von musicART produziert und auf dem Radiosender SDR 3 in den Jahren 1994/95 ausgestrahlt. Sie erzählt die Geschichte des Indiana Horst, dem größten Abenteurer aller Zeiten, in einer Retrospektive der beiden Altertumswissenschaftler Dr. Harrison und Dr. Ford, die im Jahre 2036 unter den Trümmern von Stuttgart dessen Audiotagebücher finden. Indiana Horst ist Archäologe eines Stuttgarter Museums und „mit Unmengen Kentucky Bourbon unterwegs, um heile Welten kaputtzumachen und Licht in finstere Verschwörungen zu bringen.“

## Die Autoren
Wolfgang Krebs (Magdeburg) Radiosendungen,
Thomas Hauer (Berlin) Radiosendungen und die CDs

## Der Inhalt
Das Hörspiel ist vor allem durch eine atemlose Erzählweise in Kombination mit einer von zahlreichen Brüchen und Sprüngen durchzogenen Handlung gekennzeichnet. In diese Handlung sind Anspielungen auf prominente Elemente der gegenwärtigen Politik- und Medienlandschaft (insbesondere Norbert Blüm und Raumschiff Enterprise) sowie wichtige Vorgänge der Zeitgeschichte (steigende Arbeitslosigkeit, Konflikt zwischen Demokratie und Fanatismus) mit vollkommen fiktiven Ereignissen (klingonische Okkupation Böblingens) durch eine Rahmenhandlung zu einer mehr oder weniger zusammenhängenden Geschichte verwoben.

## Die Charaktere
- Dr. Indiana Horst – Archäologe eines Stuttgarter Museums und Protagonist, der mit Hilfe des Stempels des Todes beinahe alle Probleme löst, die ihm auf seinen mannigfaltigen Abenteuern begegnen. Die Themen, welche in den unzusammenhängenden Episoden behandelt werden, sind von geschichtlicher (Wohin verschwand das Bernsteinzimmer?), sowie soziopolitischer (Diätenerhöhung und Zahnersatzzuzahlungen) jedoch hauptsächlich zeitgenössisch gesellschaftlicher Relevanz (Bezug zu Filmen etc.). Charakteristisch ist seine Aussage am Ende (nahezu) jeder Folge: „Hätte ich doch nur was Anständiges gelernt.“
- Die Sekretärin – Sie begleitet Dr. Horst teilweise durch die Episoden, meistens allerdings taucht sie lediglich zu Beginn und gegen Ende auf, z. B. um das Geschehen zu kommentieren. Als Running Gag wird in jeder Episode auf mannigfaltige Art und Weise ihre Strumpfhose beschädigt.
- Dr. Harrison und Dr. Ford – Zwei Wissenschaftler aus Neu-Stuttgart, die Horsts Aufzeichnungen entdecken und der Öffentlichkeit vorstellen, tauchen lediglich auf der zuerst erschienenen CD „Horst reicht’s“ auf, um die unzusammenhängenden Episoden zu umrahmen. Sie stehen in keinem Zusammenhang zu Indiana Horst oder seinen Abenteuern.

## Sprecher
- Thomas Dehler: Indiana Horst u. a.
- Peter Schulze Sandow: Dr. Ford u. a.
- Knut Müller: Dr. Harrison
- Uwe Klemm: Produktion & Regie, Vorspannsprecher, Regiestimme, Werbestimme, CIA-Agent
- Michaela Winterstein: Sekretärin u. v. a.
- Oliver Vogt: viele Nebenrollen
- Peter Steinhöfel: Nebenrollen

## CDs
Beim SDR-3-Club waren diese beiden CDs erhältlich:

### Horst reicht’s
(Wie auf dem Originalcover) fett markierte Episoden sind jeweils Beiträge aus den Audiotagebüchern des Dr. Indiana Horst. Die Episoden dazwischen bezeichnen die Rahmenhandlung mit Dr. Harrison und Dr. Ford.
Inhalt:
1. Intro
2. http://www.indiana-toxoplasma-mix
3. Der Fund der Doktoren
4. Die letzten Mohikaner
5. Morgen ist auch noch ein Tag
6. Das Geheimnis der libyschen Wüste
7. Halb so schlimm
8. Die Jäger nach der verlorenen Mikroelektronik
9. Schmidt war im Osten Russe
10. Das Phantom der Oper
11. Das Irrtum von Dr. Harrison und Dr. Ford
12. Der Fluch der Flasche
13. Über Comiczeichner als Präsidenten und die Folgen
14. Das ewige Eis
15. Die Pressekonferenz (1. Teil)
16. Die Glocke von Notre Dame
17. Die Pressekonferenz (2. Teil)
18. Das Gold der Inka
19. Die Pressekonferenz (letzter Teil)
20. Die Jäger nach dem verlorenen Bernsteinzimmer
21. Kunstschätze aufzulutschen ist Kulturbarbarei
22. Die Erfindung des Grauens
23. Ein Spaziergang ohne Atemmaske
24. Das Tor des Vergessens
25. War N. Blühm Ornithologe?
26. Die legasthenische Entführung
27. Urlaubstag mit Spätfolgen
28. Die Jäger nach der wundertätigen Affenpfote
29. Das letzte Gelage der Menschheitsgeschichte

### HorST – die 2te
Diese CD enthält mit Ausnahme von Intro und musikalischer Einlage (Track 2) nur Episoden mit Indiana Horst ohne Rahmenhandlung und entsprechend ohne größeren Zusammenhang.
Inhalt:
1. Intro
2. Tanzmusik
3. Auf Verbrecherjagd in Monte Carlo
4. Die Scientology-Verschwörung
5. Die Diamanten des Salomon
6. Die Jagd nach dem verschwundenen Koffer
7. Die falsche Talkshow
8. Die Jäger nach der verlorenen Zeitmaschine
9. Der kleine Prinz
10. Das Geheimnis von Jurassic Park
11. Die geraubten Leichen
12. Die Flugzeugentführung
13. Die Jäger nach der seltenen Briefmarke
14. Das Kreuz des St. Patrick
15. Die Pizza-Connection
16. Die Jäger nach dem Auto der Zukunft
17. Die Schmierenkommödianten
18. Indiana Horst – Entführt und bedroht

Im Radio sind allerdings sehr viel mehr Folgen ausgestrahlt worden. Dazu gehört beispielsweise „Indiana Horst und die Goldreserven der Bundesregierung“, bei der der Protagonist drei Nächte auf Schloss Hammerstein verbringen muss und dabei u. a. mit den Wildecker Herzbuben eine Heavy-Metal-Jam-Session veranstaltet.